# Bear River (Portland Canal)
Der Bear River (engl. für „Bären-Fluss“) ist ein 38 km langer Zufluss des Portland Canal in der kanadischen Provinz British Columbia.

## Flusslauf
Der Bear River bildet den Abfluss des Strohn Lake, dem 550 m hoch gelegenen Gletscherrandsees des Bear-River-Gletschers. Der British Columbia Highway 37A (Glacier Highway) folgt dem Flusslauf bis zu dessen Mündung bei der Kleinstadt Stewart. Der Bear River fließt anfangs 13 km in westlicher Richtung. Über den Rufus Creek nimmt der Bear River das Schmelzwasser des weiter nördlich gelegenen Erickson-Gletschers auf. Der American Creek mündet von Norden kommend in den Bear River. Dieser wendet sich nun in Richtung Südsüdwest. Der Höhenzug Bear River Ridge flankiert das Flusstal nach Westen. Im Südosten liegt das vergletscherte Bergmassiv der Cambria Range. Der Bitter Creek, Abfluss des Bromley-Gletschers, mündet nach weiteren 9 km von Osten kommend in den Bear River. 
Der Bear River entwässert ein Areal von etwa 660 km². Der mittlere Abfluss oberhalb der Einmündung des Bitter Creek, 16 km oberhalb der Mündung, beträgt 25,2 m³/s. Die höchsten monatlichen Abflüsse treten während der Eisschmelze der Gletscher in den Sommermonaten Juli und August auf.